# コーラ・ジェイド
コーラ・ジェイド（Cora Jade）は、アメリカ合衆国のイリノイ州シカゴ出身のプロレスラー。

## 来歴

### NXT
2021年1月20日、WWEと契約を結んだ。1月22日、コーラ・ジェイドとしてデビューし、2021年女子ダスティ・ローデス・タッグチーム・クラシックの第1ラウンドでジジ・ドリンとチームを組んだが、キャンディス・レラエとインディ・ハートウェルによって排除された。
11月16日、ラケル・ゴンザレスのチームに加わり、紫雷イオ、ケイ・リー・レイと共にNXTウォーゲームズに出場し、勝利した。2週間後、ニューイヤーズ・イービルで、ゴンザレスとNXT女子王座のマンディ・ローズとのトリプルスレットマッチでタイトルを獲得する機会を得たが、タイトルを獲得することはできなかった。グレート・アメリカン・バッシュでロクサーヌ・ペレスとチームを組み、ドリンとジェイシー・ジェインを破り、NXT女子タッグチーム王座を獲得。7月12日、マンディ・ローズとの試合中、ジェイドがぺレスを裏切り攻撃したことによりタッグは崩壊。ぺレスも王座を獲得することができなかった。翌週、ジェイドは、タイトルベルトをゴミ箱に捨てた。NXT女子王座の挑戦権を獲得するために、20人女性バトルロイヤルに出場したが、ゾーイ・スタークによって排除された。その後、ジェイドは、元タッグパートナーのペレスを破った。10月4日、ハロウィン・ハボックでジェイドとぺレスは、ウェポンズ・ワイルドでの試合が設定された。10月17日、ぺレスの対戦相手に、リア・リプリーを選び、ジェイドは、ラケル・ロドリゲスと対戦し、失格により破った。4日後、ハロウィン・ハボックで、ウェポンズ・ワイルドの試合でペレスに敗れた。11月1日、ヴァレンティーナ・フェロズを破った。11月22日、ウェンディー・チューと対戦し、勝利。12月10日、NXTデッドラインでのNXT女子王座の挑戦権が得られるアイアンサバイバーチャレンジに出場したが、敗北。12月27日、ウェンディー・チューと再戦したが、敗北。2023年1月10日、NXTニューイヤーズ・イビルで20人女子バトルロイヤルに参加したが、ライラ・ヴァルキュリアによって排除された。
2025年2月、ヴェンジェンス・デイで4way形式でNXT女子王者ジュリアに挑戦したが敗北し王座獲得を逃した。
2025年5月2日、WWEからリリースされた。

## 得意技

### フィニッシュ・ホールド
ダブルアームDDT
ダイビング・セントーン

### 打撃技
エルボー
エルボー・スタンプ
ヨーロピ・アンアッパー
バック・エルボー
バックハンド・チョップ
チョップ・スマッシュ
張り手
フロント・ドロップキック
ミサイルドロップキック
延髄斬り
クローズライン
スーパーキック

### 投げ技
スナップ・スープレックス
スーパープレックス
ボディ・スラム
ジャーマンスープレックス

### フォール技
スクールガール
バックスライド
スモール・パッケージホールド
ジャックナイフ・ホールド
メキシカン・ローリング・クラッチ・ホールド
立ち状態の相手に対し、肩車のように相手の肩の上に乗り、そのまま前転。相手を倒しつつ、相手の股を潜りざまに手で相手の両脚をつかんでエビに固める。入り方としては、相手の背後から跳び箱の形で肩の上に乗ることが多い。
ハリケーン・ラナ

### 獲得タイトル
WWE
- NXT女子タッグチーム王座 : 1回（w /ロクサーヌ・ぺレス

## 入場曲
- Generation Jade  現在使用中
- Twisted Generation
- She's Go Dumb
- Buried Alive